# Pere Joan Matoses
Pere Joan Matoses (Piera, primera meitat del segle xv - Barcelona, 1511), fou un gramàtic i mestre català.
L'any 1474 consta que era estudiant d'arts. El 1486 era beneficiat de l'Església de Santa Maria del Pi, de Barcelona; l'any 1492 era mestre en arts de l'escola de Barcelona i l'any 1507 consta com a beneficiat de Santa Maria del Mar i rector d'Olost.
Corregí textos gramaticals, així com la gramàtica de Mates. Llegà a l'església del Pi la seva biblioteca, formada per cent volums, entre impresos i manuscrits.

## Obres
- Grammatica Alexandri com expositionibus textus ac Antonii Nebrissensis erroribus quibusdam (Barcelona, 1502)

Aquesta obra constitueix la seva versió autoritzada del Doctrinale d'Alexandre de Villadei, indicant els, segons ell, errors de Nebrija, que consistirien en discrepàncies respecte a la gramàtica de Priscià, en omissions o en el fet d'allunyar-se de les solucions adoptades en el Doctrinale. Es tracta d'uns criteris, per tant, ancorats en la gramàtica medieval i lluny dels plantejaments moderns i humanístics, com els del mateix Nebrija.